# Даниел фон Ингенхайм
Даниел фон Ингенхайм (на немски: Daniel Freiherr von Ingenheim; * 28 март 1666, Мец; † 22 януари 1723, Ерфурт) е фрайхер (барон) от стария род Ингенхайм от Елзас-Лотарингия, господар на Лори и Ноели, капитан и губернатор.

## Биография
Даниел фон Ингенхайм е хугенот от Мец. Той бяга в Германия и става щалмайстер на ландграф Карл фон Хесен-Ванфрид, издигнат е на фрайхер, става католик и се жени на 15 юли 1703 г. в Ерфурт за неговата дъщеря Мария Анна Йохана Луиза. През 1704 г. двойката се мести в Ерфурт.
Даниел фон Ингенхайм умира на 22 януари 1723 г. в Ерфурт, Тюрингия, на 56 години.
През 1807 г., след две генерации, фамилията измира по мъжка линия.

## Фамилия
Даниел фон Ингенхайм се жени на 15 юли 1703 г. в Ерфурт за принцеса/ландграфиня Мария Анна Йохана Луиза фон Хесен-Рейнфелс-Ротенбург-Ванфрид (* 8 януари 1685, Ванфрид; † 11 юни 1764, Ерфурт), дъщеря на ландграф Карл фон Хесен-Рейнфелс-Ротенбург-Ванфрид (1649 – 1711) и графиня Александрина Юлиана фон Лайнинген-Дагсбург-Фалкенбург-Хайдесхайм (1651 – 1703), вдовица на ландграф Георг III фон Хесен-Итер-Фьол, дъщеря на граф Емих XIII фон Лайнинген-Дагсбург и втората му съпруга графиня Доротея фон Валдек-Вилдунген. Те имат три деца:
- Мария Каролина Шарлота фон Ингенхайм (* 2 август 1704, Ванфрид; † 27 май 1749, Мюнхен), става фавориткка, метреса на младия наследствен принц на Бавария, по-късния курфюрст и император Карл VII Албрехт Баварски (* 6 август 1697, Брюксел; † 20 януари 1745, Мюнхен) и има с него две деца; Тя се омъжва на 1 октомври 1723 г., със съгласието на Карл Албрехт, за курфюрсткия камерхер и по-късен главен кухненски майстор и бъдещ фелдмаршал-лейтенант, италианския граф Хиронимус фон Шпрети (* 6 април 1695, Равена; † 25 април 1772, Мюнхен)
- Карл Вилхелм фон Ингенхайм (* 17 декември 1706; † 20 юли 1761), фрайхер (барон) на Ингенхайм, императорски фелдмаршал-лейтенант, женен 1729 г. за дворцовата дама Мария Йоханна Лудовика Виоланта фон Хегненберг-Дукс (* 26 март 1702), дъщеря на Йохан Франц Хайнрих фон Хегненберг-Дукс (1676 – 1734) и графиня Мария Конкордия Урсула фон Прайзинг
- Франц Август фон Ингенхайм (* ок. 1718; † 10 януари 1764), фрайхер, женен за графиня Мария Филипина фон Зайнсхайм (* 1722; † 27 юли 1763), дъщеря на граф Георг Йохан Себастиан Антон фон Зайнсхайм (1694 – 1735) и фрайин Мария Франциска Терезия фон Мугентал (1700 – 1771).